# Trương Tiểu Nguyệt
Trương Tiểu Nguyệt (tiếng Trung: 張小月; bính âm: Zhāng Xiǎoyuè) là nhà ngoại giao người Đài Loan và hiện giữ chức Chủ tịch Quỹ giao lưu hai bờ eo biển Đài Loan. Bà là đại diện Trung Hoa Dân Quốc tại Vương quốc Anh từ năm 2007 đến năm 2011 và tại Úc từ năm 2011 đến năm 2014. Năm sau, bà được bổ nhiệm làm lãnh đạo Văn phòng đại diện Kinh tế và Văn hoá Đài Bắc tại Hoa Kỳ. Năm 2016, bà được chỉ định giữ chức Chủ nhiệm Hội đồng các vấn đề đại lục Đài Loan. Trương Tiểu Nguyệt rời Hội đồng các vấn đề đại lục vào tháng 2 năm 2018 và thay Điền Hoằng Mậu làm lãnh đạo Quỹ giao lưu hai bờ eo biển Đài Loan vào tháng 3 năm 2018.

## Thời niên thiếu
Trương Tiểu Nguyệt đạt được bằng cử nhân từ khoa ngoại giao, Đại học quốc lập Chính trị. Bà đạt được bằng thạc sĩ về quan hệ quốc tế từ Đại học Long Island ở Hoa Kỳ.